# Iwan Jaremtschuk

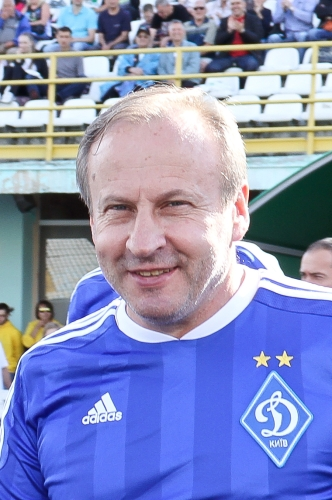
Iwan Jaremtschuk (2014)

Iwan Jaremtschuk  (ukrainisch Іван Іванович Яремчук, russisch Иван Иванович Яремчук; * 19. März 1962 in Welykyj Bytschkiw, Ukrainische SSR) ist ein ehemaliger sowjetisch-ukrainischer Fußballspieler.
Iwan Jaremtschuk begann seine Laufbahn als Fußballspieler im Jahr 1979 beim Verein Dnipro Tscherkassy in der zweithöchsten sowjetischen Spielklasse. Nachdem er 1983 bis 1984 beim ebenfalls zweitklassigen Verein SKA Kiew gespielt hatte, erfolgte 1985 sein Wechsel zu Dynamo Kiew.
Bei Dynamo Kiew erlebte der Mittelfeldspieler die erfolgreichste Zeit seiner Karriere, er wurde mit Dynamo dreimal sowjetischer Meister und dreimal sowjetischer Pokalsieger. In der Saison 1985/86 gewann er mit seinem Team auch den Europacup der Pokalsieger.
Für die Sowjetische Nationalmannschaft spielte Jaremtschuk zwischen 1986 und 1990 insgesamt 19-mal und erzielte zwei Tore. Er nahm an den Weltmeisterschaften 1986 in Mexiko und 1990 in Italien teil.
Anfang des Jahres 1991 wechselte Jaremtschuk nach Deutschland in die 2. Liga zu Blau-Weiß 90 Berlin, er konnte sich bei Blau-Weiß allerdings genauso wenig durchsetzen wie bei Hertha BSC, wo er in der Saison 1992/93 unter Vertrag stand. Eine kurze Zeit spielte Jaremtschuk auch beim FC Hellas in der damaligen Verbandsliga Berlin.
Nachdem er 1993 zunächst nach Russland zu Kamas Nabereschnyje Tschelny gewechselt war, spielte Jaremtschuk von 1994 bis 1995 in Israel für den Verein Hapoel Rishon LeZion. Ab 1995 spielte er für verschiedene Vereine in Tschechien, Kasachstan (Munaischy Aqtau), Russland und der Ukraine. Seine aktive Karriere beendete er 1998.
Jaremtschuk erklärte in mehreren Interviews beim Glücksspiel in Casinos einen großen Teil seines Vermögens verspielt zu haben. Im Jahr 2010 wurde er wegen sexueller Handlungen mit einer Minderjährigen von einem Gericht in Kiew zu einer Bewährungsstrafe verurteilt.